# フリードリッヒ・オットー・ショット
フリードリッヒ・オットー・ショット（ドイツ語: Friedrich Otto Schott、1851年12月17日 - 1935年8月27日）は、ドイツの科学者。光学ガラスを主とする応用無機材料学者で、ショット硝子工場（現ショットAG）の創設者。

## 生涯
プロイセン王国ヴェストファーレン州（現ノルトライン＝ヴェストファーレン州）のヴィッテンに生まれ、1853年ヴェストファーレンの窓硝子工場の共同経営者であった父の薫陶を受け、1870年から1873年にかけてアーヘンで化学を、ヴュルツブルク大学で応用化学を、更にライプツィヒ大学で学び、1875年「窓ガラス製造法の欠陥」を博士論文として博士号を取得。
1877年スペインのオビエドに応用無機材料の工場を創設。1879年にエルンスト・アッベにリチウム素材の光学ガラスのサンプルを納品。1884年カール・ツァイス社の共同経営に参画し、協働会社として「ショット協働ガラス工場」（ドイツ語：Glastechnische Laboratorium Schott & Genossen ）を創業する。
1886年非分散光学ガラスを開発。アポクロマートレンズをアッベの依頼により開発。1887年から1893年に亘る時代に硼酸珪素ガラスを開発。耐熱・耐化学特性を有する光学ガラスを製造。「イエナガラス」（Jenaer Glas ）として、実験用ガラス製品、物理用・温度計用各種ガラス製品にその名声を不動のものとした。1909年リービッヒ・メダル受賞。
1919年、自らが持つショットの全株をカール・ツァイス財団に移し、その一員となった。
蛍石光学材料をも開発し販売。現代の科学的な応用無機材料化学の創設者である。
テューリンゲン州のイェーナにて没。